# Vågfront

Vågfronter (i grönt och blått) ritade enligt Huygens princip förklarar Snells lag.

Vågfront är en samling av sammanhängande punkter (linje eller yta) där en våg har samma fas. Vågnormalen är riktningen vinkelrät mot vågfronten. Termen är generellt sett endast meningsfull för fält som vid varje punkt varierar sinusformigt i tiden med en enda tidsfrekvens (annars är fasen inte väldefinierad).
Vågfronter rör sig vanligtvis med tiden. För vågor som utbreder sig i ett endimensionellt medium är vågfronterna vanligtvis enstaka punkter, kurvor i ett tvådimensionellt medium och ytor i ett tredimensionellt.

Vågfronterna för en plan våg är plan.

Vågfronter ändrar form efter att ha gått igenom en lins.

För en sinusformad plan våg är vågfronterna plan vinkelräta mot utbredningsriktningen, som rör sig i den riktningen tillsammans med vågen. För en sinusformad sfärisk våg är vågfronterna sfäriska ytor som expanderar med den. Om utbredningshastigheten är olika vid olika punkter på en vågfront, kan formen och/eller orienteringen av vågfronterna ändras genom brytning. Speciellt kan linser ändra formen på optiska vågfronter från plana till sfäriska, eller vice versa.
I klassisk fysik beskrivs diffraktionsfenomenet av Huygens-Fresnel-principen som behandlar varje punkt i en utbredningsvågfront som en samling individuella sfäriska vågor. Det karakteristiska böjningsmönstret är mest uttalat när en våg från en koherent källa (som en laser) möter en slits/öppning som är jämförbar i storlek med dess våglängd, som visas i den infogade bilden. Detta beror på tillägget, eller interferensen, av olika punkter på vågfronten (eller, på motsvarande sätt, varje våg) som färdas längs vägar av olika längd till den registrerande ytan. Om det finns flera tätt belägna öppningar (till exempel ett diffraktionsgitter), kan ett komplext mönster av varierande intensitet uppstå.

## Enkla vågfronter och spridning
Optiska system kan beskrivas med Maxwells ekvationer och linjära utbredningsvågor som ljud eller elektronstrålar har liknande vågekvationer. Utgående från ovanstående förenklingar ger Huygens princip en snabb metod för att förutsäga utbredningen av en vågfront genom till exempel fritt utrymme. Konstruktionen är följande: Låt varje punkt på vågfronten betraktas som en ny punktkälla. Genom att beräkna den totala effekten från varje punktkälla kan det resulterande fältet vid nya punkter beräknas. Beräkningsalgoritmer är ofta baserade på detta tillvägagångssätt. Specifika fall för enkla vågfronter kan beräknas direkt. Till exempel kommer en sfärisk vågfront att förbli sfärisk eftersom vågens energi förs bort lika mycket i alla riktningar. Sådana riktningar av energiflödet, som alltid är vinkelräta mot vågfronten, kallas strålar som skapar flera vågfronter.

Strålar och vågfronter

Den enklaste formen av en vågfront är den plana vågen, där strålarna är parallella med varandra. Ljuset från denna typ av våg kallas kollimerat ljus. Den plana vågfronten är en bra modell för en ytsektion av en mycket stor sfärisk vågfront, till exempel träffar solljus jorden med en sfärisk vågfront som har en radie på cirka 150 miljoner kilometer (1 AE). För många ändamål kan en sådan vågfront betraktas som plan över avstånd av jordens diameter.
Vågfronter färdas med ljusets hastighet i alla riktningar i ett isotropt medium.

## Vågfrontsavvikelser
Metoder som använder vågfrontsmätningar eller förutsägelser kan betraktas som ett avancerat tillvägagångssätt för linsoptik, där en enda brännvidd kanske inte existerar på grund av linstjocklek eller brister. Av tillverkningsskäl har en perfekt lins en sfärisk (eller toroidform) ytform, men teoretiskt sett skulle den ideala ytan vara asfärisk. Brister som dessa i ett optiskt system orsakar vad som kallas optiska avvikelser. De mest kända avvikelserna är sfärisk aberration och koma.
Det kan dock finnas mer komplexa källor till aberrationer som i ett stort teleskop på grund av rumsliga variationer i atmosfärens brytningsindex. Avvikelsen för en vågfront i ett optiskt system från en önskad perfekt plan vågfront kallas vågfrontsabberation. Vågfrontsavvikelser beskrivs vanligtvis som antingen en sammansatt bild eller en samling tvådimensionella polynomtermer. Minimering av dessa avvikelser anses vara önskvärd för många tillämpningar i optiska system. 

## Vågfrontssensorer och rekonstruktionstekniker
En vågfrontssensor är en anordning som mäter vågfrontsavvikelsen i en koherent signal för att beskriva den optiska kvaliteten eller bristen på sådan i ett optiskt system. En mycket vanlig metod är att använda en Shack–Hartmann linsarray. Det finns många applikationer som adaptiv optik, optisk metrologi och till och med mätning av aberrationerna i själva ögat. I detta tillvägagångssätt riktas en svag laserkälla in i ögat och reflektionen från näthinnan registreras och bearbetas.
Alternativa vågfrontsavkänningstekniker till Shack-Hartmann-systemet håller på att utvecklas. Matematiska tekniker som fasavbildning eller krökningsavkänning kan också tillhandahålla vågfrontsuppskattningar. Dessa algoritmer beräknar vågfrontsbilder från konventionella ljusfältsbilder vid olika fokalplan utan behov av specialiserad vågfrontsoptik. Medan Shack-Hartmann linsmatriser är begränsade i lateral upplösning till storleken på linsmatrisen, begränsas tekniker som dessa endast av upplösningen hos digitala bilder som används för att beräkna vågfrontsmätningarna. Som sagt, dessa vågfrontssensorer lider av linjäritetsproblem och är därför mycket mindre robusta än den ursprungliga SHWFS när det gäller fasmätning.
En annan tillämpning av programvara för rekonstruktion av fasen är styrning av teleskop genom användning av adaptiv optik. En vanlig metod är Roddier-testet, även kallat wavefront curvature sensing. Den ger bra korrigering men behöver ett redan bra system som utgångspunkt.